# تاريخ بحرية الولايات المتحدة

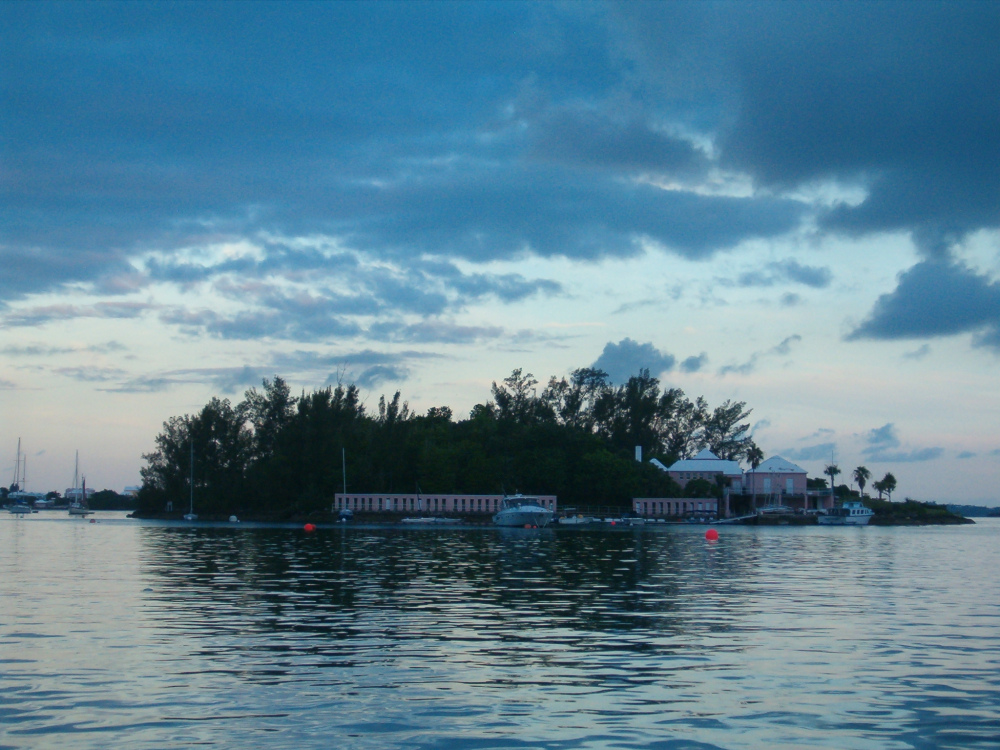
جزيرة وايت، باجيت باريش، برمودا

يُقسّم تاريخ بحرية الولايات المتحدة إلى فترتين رئيسيتين: فترة «البحرية القديمة» حين امتلكت الولايات المتحدة قوّة بحرية محترمة على الرغم من صغر حجمها، ومؤلّفة من السفن الشراعية التي اشتُهرت بابتكارها التكنولوجي عندما استخدمت السفينة المدرعة في الحرب الأهلية الأمريكية. الفترة الثانية هي فترة «البحرية الحديثة» الناتجة عن مساعي التحديث التي بدأت في ثمانينيات القرن التاسع عشر، وجعلت من الأسطول الأمريكي أكبر أسطول على الصعيد العالمي بحلول سنة 1943.
تعدّ البحرية الأمريكية يوم 13 أكتوبر من سنة 1775 تاريخ تأسيسها الرسمي، حينها اعتمد الكونغرس القاريّ الثاني قرار إنشاء البحرية القاريّة. حُلّت البحرية القارية بالتزامن مع انتهاء حرب الاستقلال الأمريكية، لكن السفن التجارية الأمريكية تعرّضت للتهديد في البحر المتوسط، إبان عهد الرئيس الثاني جون آدامز، من طرف المجاهدين المسلمين -أو القراصنة البربر وفق المراجع الغربية- من دول المسلمين في شمال إفريقيا. أدى هذا التهديد إلى سنّ قانون البحرية لعام 1794، فكان مسؤولًا عن تأسيس قوة بحرية أمريكية قائمة. حازت الفرقاطات الست الأصلية للبحرية الأمريكية على التفويض بموجب القرار، وعلى مرّ السنوات العشرين التالية، خاضت البحرية الأمريكية معاركًا ضد كلٍّ من بحرية الجمهورية الفرنسية إبان شبه الحرب التي دارت بينهما بين عامي 1798-99، والساحل البربري في حرب طرابلس والحرب الأمريكية على إيالة الجزائر، والبحرية البريطانية أخيرًا في حرب عام 1812. شهدت بحرية الولايات المتحدة فترة سلام عقب حرب عام 1812، واستمرّت حتى اندلاع الحرب المكسيكية الأمريكية عام 1846، فتجلّت مهمة البحرية في محاربة القرصنة في البحر المتوسط والبحر الكاريبي، ومكافحة تجارة العبيد في ساحل إفريقيا الغربية. تأسست الأكاديمية البحرية سنة 1845 في حصن سيفرن القديم، الواقع في مدينة أنابوليس -عاصمة ولاية ماريلاند- بجوار خليج تشيزبيك. اندلعت الحرب الأهلية الأمريكية سنة 1861، فخاضت البحرية الأمريكية معاركًا ضد بحرية الولايات الكونفدرالية الصغيرة، وشهدت تلك المعارك استخدام السفن الشراعية والسفن المدرعة المبتكرة حديثًا، فأدى الحصار الذي فرضته إلى شلّ الملاحة الساحلية المدنية للولايات الكونفدرالية. احتُفظ بمعظم السفن بعد انتهاء الحرب الأهلية، وبحلول عام 1878، كان عدد أفراد قوات البحرية 6 آلاف شخص فقط.
امتلكت البحرية الأمريكية الكثير من السفن ذات التصاميم القديمة في سنة 1882، فوافق الكونغرس على بناء العديد من الطرادات المدرعة والبارجات ذات الهيكل الفولاذي الحديث على مدار العقد التالي، وبحلول بداية القرن العشرين، تبوأت الولايات المتحدة المرتبة الخامسة عالميًا من ناحية عدد السفن، بعد أن كانت في المرتبة الثانية عشرة في عام 1870. كان معظم البحارة من الأجانب. استمرّت البحرية الأمريكية ببناء المزيد من السفن بعد تحقيقها النصر في معركتين جوهريّتين إبان الحرب الإسبانية الأمريكية عام 1898، وأصبح عدد النساء والرجال العاملين في البحرية الأمريكية أعلى من نظيره في البحرية الملكية البريطانية بحلول نهاية الحرب العالمية الأولى. اعترف مؤتمر واشنطن البحري عام 1921 بتكافؤ قوتي البحرية الأمريكية والبحرية الملكية البريطانية من ناحية حجم السفن الرئيسية، وعملت البحرية الأمريكية في العشرينيات والثلاثينيات من القرن الماضي على بناء حاملات طائرات وبارجات. استُدرجت البحرية الأمريكية إلى الانخراط في الحرب العالمية الثانية بعد أن هاجم اليابانيون الأسطول الأمريكي في بيرل هاربر في السابع من ديسمبر عام 1941، فخاضت البحرية معاركًا تاريخيةً على مدار السنوات الأربع التالية، أشهرها معركة بحر المرجان ومعركة ميدواي، والكثير من المعارك البحرية إبان حملة غوادالكانال، ومعركة خليج ليتي أخيرًا التي تُعد أضخم معركة بحرية في التاريخ. تركّز نشاط البحرية إلى حدّ كبير على دعم عمليات الإنزال، لا في حملة القفزة النوعية في المحيط الهادئ فحسب، بل في عمليات الإنزال على الأراضي الأوروبية. دخل أُسَيْطيلٌ كبير خليج طوكيو بعد استسلام اليابان ليشهد على الاحتفال الرسمي المُقام على بارجة ميسوري، حيث وقّع مسؤولون من الحكومة اليابانية على وثيقة استسلام اليابان. امتلكت البحرية الأمريكية أكثر من 1600 سفينة حربية بحلول نهاية الحرب العالمية الثانية.
دخلت البحرية الأمريكية الحرب الباردة الطويلة التي استمرّت 45 سنة بعد انتهاء الحرب العالمية الثانية، وشاركت في الحرب الكورية وحرب فيتنام وحرب الخليج الثانية وحرب العراق. تفككت البحرية السوفيتية عقب انهيار الاتحاد السوفيتي بين عامي 1990 و1991، فأصبحت الولايات المتحدة القوة البحرية العظمى على مستوى العالم بلا منازع. أدت تقنية الصواريخ البالستية والطاقة النووية إلى ابتكار أنظمة تسيير وتسليح جديدة للسفن، واستُخدمت تلك الأنظمة في حاملات الطائرات من فئة نيمتز والغواصات من فئة أوهايو. تضاءل عدد سفن البحرية الأمريكية ليصبح أقلّ من 400 سفينة بحلول عام 1978، يعود زمن معظمها إلى الحرب العالمية الثانية، وهو ما حثّ الرئيس الأمريكي رونالد ريغان على إنشاء برنامج لتحديث البحرية وزيادة عدد سفنها إلى 600 سفينة. تُعد الولايات المتحدة اليوم القوة البحرية العظمى الأولى عالميًا وبلا منازع، فهي قادرة على الاشتباك وفرض قوّتها في حربين محدودتين، في آنٍ واحد، فضلًا عن الجبهات القتالية الأخرى المنفصلة. وصل حجم أسطول البحرية الأمريكية إلى أقل مستوياته منذ الحرب العالمية الأولى في مارس عام 2007، فامتلك حينها 274 سفينة. أبدى أدميرالات البحرية الأمريكية السابقين -الذين يترأسون معهد البحرية الأمريكي- مخاوفهم مما يطلقون عليه مقدرة البحرية على الردّ على «التحركات العدوانية الإيرانية أو الصينية»، ففي عام 2020، تفوّقت بحرية جيش التحرير الشعبي الصيني على بحرية الولايات المتحدة من ناحية عدد السفن.

## أُسس «البحرية القديمة»

### البحرية القارية (1775-1785)
تعود جذور البحرية الأمريكية إلى تقاليد الإبحار الأمريكية التي أنتجت مجتمعًا من البحارين ورَبَابين السفن وبنّائيها في عصر المستعمرات. شغّلت بعض الولايات قواتها البحرية إبان الثورة الأمريكية، وفي 12 يونيو عام 1775، اعتمدت جمعية رود آيلاند العامة قرار إنشاء قوات بحرية لمستعمرة رود آيلاند، ووقّع الحاكم نيكولاس كوك في نفس اليوم على أوامرٍ موّجهة للربان أبراهام ويبل، قائد الحراقة كيتي، وعميد السفن المسلحة التابعة للحكومة.
انطلقت الحركة الرسمية الأولى الساعية إلى إنشاء قوة بحرية قارية من رود آيلاند، ويعود السبب في ذلك إلى اعتداءات الفرقاطات البريطانية القاسية على تجار رود آيلاند جراء تفشي نشاطات التهريب بينهم. اعتمدت رود آيلاند في 26 أغسطس عام 1775 قرار إيجاد أسطول قاري وحيد يموّله الكونغرس القاري. طُرح القرار أمام الكونغرس القاري في 3 أكتوبر عام 1775، لكن الكونغرس أجّل البت فيه إلى وقتٍ لاحق. بدأ جورج واشنطن في تلك الفترة الاستحواذ على السفن، بدءًا من مركب (سكونة) يو إس إس هانا التي دفع واشنطن ثمنها من ماله الشخصي. كُلفت سفينة هانا وأُطلقت في الخامس من سبتمبر عام 1775 تحت قيادة الربان نيكلسون بروتون، من ميناء ماربل هيد بولاية ماساتشوستس.
تتخذ البحرية الأمريكية من 13 أكتوبر عام 1775 التاريخ الرسمي لتأسيسها -وهو موعد اعتماد قرار الكونغرس القاري في فيلادلفيا، بولاية بنسلفانيا، الذي نصّ على تأسيس البحرية القارية. أقرّ الكونغرس في هذا اليوم عملية شراء سفينتين وتسليحهما بهدف إجراء جولات بحرية ضد سفن التجار البريطانيين. أقرّ الكونغرس في 13 ديسمبر 1775 بناء 13 فرقاطة على مرّ الأشهر الثلاث التالية، وتزويد خمس سفنٍ منها بـ32 مدفعًا، وخمس سفنٍ أخرى بـ28 مدفعًا، السفن الثلاث الباقية بـ24 مدفعًا.